# Eliáš (pracovní tábor)
Tábor Eliáš, fungující ve dvou samostatných areálech, označovaných jako Eliáš I a Eliáš II, byl v provozu nejprve jako zajatecký a následně jako trestanecký pracovní tábor. Zde ubytování zajatci a posléze kriminální, retribuční a političtí vězňové, museli těžit uranovou rudu v místních uranové šachtě Eliáš, respektive Jiřina. Tábor, kódově označovaný písmenem „N“, byl součástí rozsáhlé soustavy 18 trestaneckých uranových táborů s organizačním centrem v Jáchymově. Organizaci těžních prací zajišťoval podnik Jáchymovské doly.

## Historie táborů Eliáš I a Eliáš II
V Údolí Eliášova potoka se už v 16. století těžilo stříbro. S intenzivním hledáním ložisek uranové rudy bezprostředně po druhé světové válce, byla v okolí Jáchymova znovu otevřena některá stará ložiska, včetně staré šachty Eliáš. V první polovině roku 1947 byl v prostoru mezi šachtou Eliáš a odvalem od dolu Rovnost vybudován zajatecký tábor sovětské Hlavní správy válečných zajatců a internovaných (GUPVI), ve kterém byli ubytováni zajatí vojáci bývalé německé armády. Tábor byl v provozu až do července 1949, kdy tábor převzaly československé orgány a místo zajatců byli do tábora umístěni kriminální, retribuční a političtí vězňové československých soudů.
Špatně postavené táborové ubikace, nedostatečné zabezpečení a také předpoklad, že tábor Eliáš zřejmě stojí na nezpracované uranové rudě, vedly v roce 1950 k naplánování přesunu táborového areálu na jiné místo. V prosinci roku 1950 byl do provozu uveden nový tábor, postavený u potoka úplně dole v údolí. Protože ještě celý další rok fungoval souběžně se starým táborem, byly tyto dva vězeňské areály uváděny s rozlišujícím označením Eliáš I – Eliáš II. Původní starý tábor byl zlikvidován v závěru roku 1951, nový tábor byl v provozu až do 1. dubna 1959.

## Současný stav Eliášova údolí
Celé Eliášovo údolí prošlo po ukončení těžby rozsáhlou rekultivací. Údolím prochází naučná stezka Jáchymovské peklo.
Nejvýraznějším pozůstatkem těžební činnosti je budova centrální kompresorové stanice (takzvané „turbo“) nad dolem Eliáš, postavené u bývalého tábora Eliáš I. V sousedství stojí torzo bývalého velitelského objektu SNB, mezi stromy lze objevit pozůstatky chladicích nádrží.
V dolní části údolí jsou mezi stromy ukryty pozůstatky několika staveb, včetně důlní věže. Nedaleko tábora Eliáš II byla v roce 1992 navršena z kamení Skautská mohyla a nad ní vztyčen sedmimetrový dřevěný kříž na památku vězněných skautů v době totality. V trestaneckých uranových táborech (včetně táborů u dolu Eliáš) bylo vězněno několik desítek vězňů, kteří se nějakým způsobem hlásili ke skautingu. Několik bývalých skautů však překvapivě bylo i mezi táborovou ostrahou.